# 유엔 안전 보장 이사회 결의 제2016호
유엔 안전 보장 이사회 결의 제2016호는 2011년 10월 27일, 리비아 내전 중 리비아 현안과 관련한 것으로 만장일치로 채택되었다.
주요 목적은 국가로 하여금 민간인을 보호하기 위해 필요한 모든 조치를 취할 수 있도록 하기 위해 여러 외국의 군사 개입에 대한 법적 근거를 형성하는 데 있다. 종료일은 리비아 시간 2011년 10월 31일 오후 11시 59분으로 정해졌다. 1973호 결의안에 따라 설정된 비행금지구역도 당일 해제되었다.
윌리엄 헤이그 영국 외무장관은 이 결의안에 대해 리비아의 평화롭고 민주적인 미래를 향한 이정표라며 호평했다. 수잔 라이스 주유엔 미국 대사는 역사가 이 개입을 안보리 경험의 자랑스러운 장으로 간주할 것이라고 말했다.

## 같이 보기
- 유엔 안전 보장 이사회 결의 제2001 ~ 2100호 목록
- 유엔 안전 보장 이사회 결의 제1973호
- 유엔 안전 보장 이사회 결의 제1970호